# 第2號匈牙利狂想曲

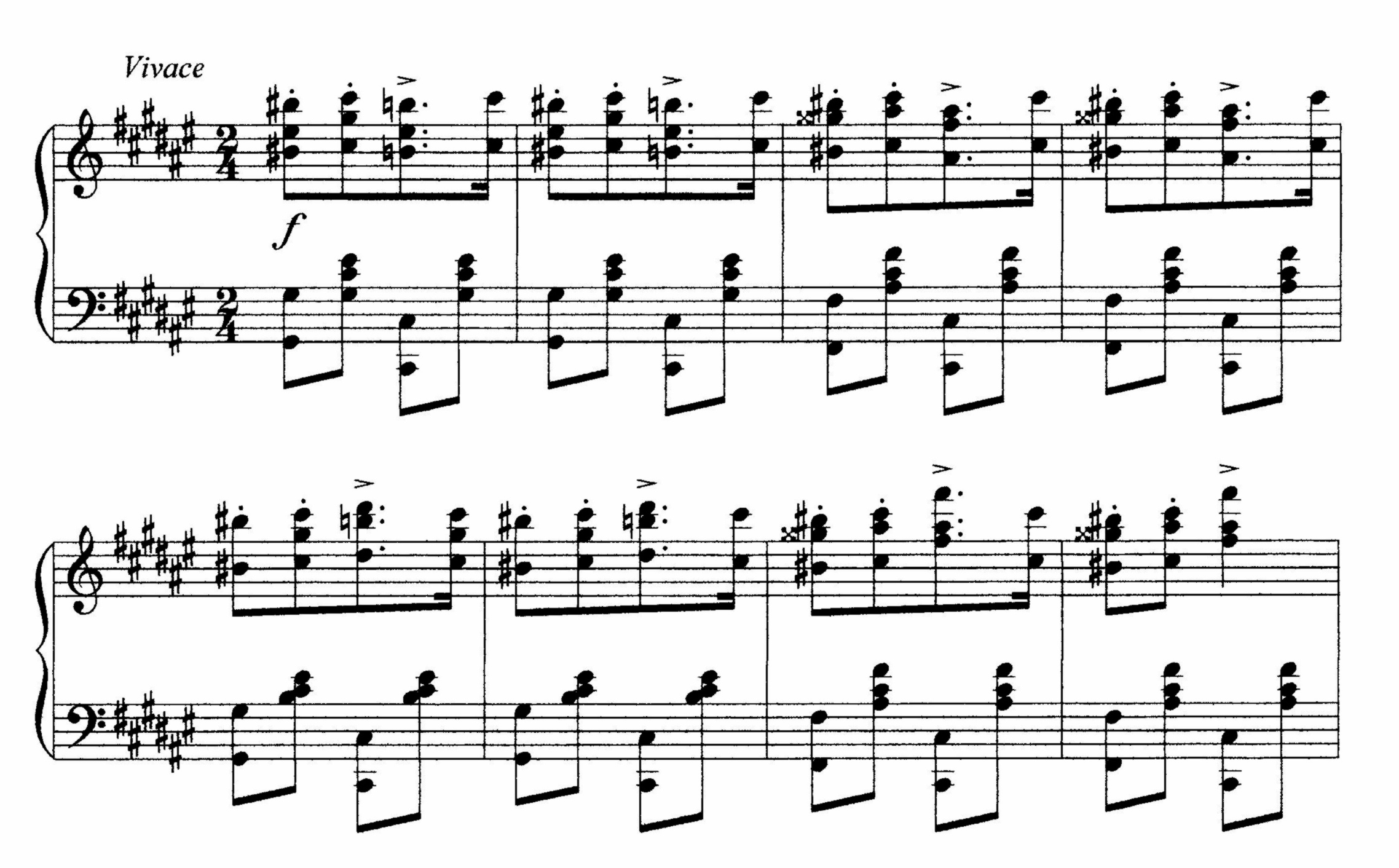
第2號匈牙利狂想曲中的弗利斯卡舞曲主旋律部份。

第2號匈牙利狂想曲，作品号S.244/2，是由匈牙利作曲家李斯特所作，是他所創作的19首匈牙利狂想曲中的第二首，亦是最有名的一首。它被認為是鋼琴獨奏曲中技術要求最高的其中之一 。
這首樂曲在流行文化中亦被大量引用，當中包括動畫、電影、電視節目背景音樂，甚至是融入流行音樂當中。

## 背景
這首作品於1847年創作，是題獻給特里基伯爵的獨奏鋼琴曲，後來於1851年出版，由於受到聽眾的喜愛，李斯特後來和另一位奧地利作曲家法蘭茲·杜普勒共同改編成為管絃樂版本（S.359/2），於1875年出版，當年李斯特亦推出了雙鋼琴版本。

## 內容
樂曲由兩個部份組成。
第一部份是前奏及「拉桑」舞曲，升c小調，由緩板進入行板。旋律主要圍繞於中低音區域，並且加入大量的裝飾音：如長倚音、快速音階式的花音、琶音、分解和弦等，這部份再可分為主副旋律：主旋律較為連貫，但伴奏部份卻指出需要較為「沉重」；而副旋律則配上三度和絃的對答，及後出然一段以附點節奏和分解和絃為主的短小過場段，然後主副旋律再現，樂曲變得沉靜，最後在平行大調（升C大調）中安靜結束。不過整體氣氛帶有踏實、莊重的感覺。
第二部份為「弗利斯卡」舞曲，升f小調，「弗利斯卡」本身帶有「活潑」的意思，因此這部份節奏相對明快，最初是採用第一段過場音樂的素材建立氣氛，慢慢推向至平行大調（升F大調）時，真正的弗利斯卡舞曲才正式開始。主要是採用了八度和三度的彈奏、分解和弦、起拍短倚音、單音重覆、反方向雙八度等技巧；中段部份更夾雜大量的變化音，調性因而變得不明顯。而终段華彩樂段部分标记为cadenza ad libitum（随意的华彩），原意是李斯特邀请当时盛名的钢琴家去演奏自己的华彩，而他更写了好几个版本，后来不少钢琴家如拉赫曼尼诺夫，弗拉基米爾·霍羅威茨，馬克-安德烈·哈梅林等别出心裁创制自己的华彩，此部分过后以最快的速度結束樂曲。

## 流行文化
- 《猫儿协奏曲》

## 外部連結
- 第2號匈牙利狂想曲：国际乐谱典藏计划上的乐谱